# Stan Turner
Stan Turner, all'anagrafe Stanley Simpson Turner (Bucknall, 21 ottobre 1926 – Bentilee, 28 aprile 1991), è stato un calciatore britannico, di ruolo difensore.

## Caratteristiche tecniche
Era un terzino destro.

## Carriera
Turner firma il suo primo contratto professionistico nel 1949, all'età relativamente avanzata di 23 anni, con il Port Vale, club della terza divisione inglese; fa però il suo vero e proprio esordio in partite ufficiali solamente un anno più tardi, giocando 6 partite di campionato con l'allenatore Ivor Powell; all'esonero di quest'ultimo, sostituito in panchina da Frederick Steele, inizia poi a giocare regolarmente da titolare: nelle stagioni 1951-1952 e 1952-1953 gioca infatti rispettivamente 40 e 43 partite, a cui aggiunge ulteriori 43 presenze nella stagione 1953-1954, in cui i Valiants oltre a vincere il campionato (con conseguente promozione in seconda divisione) raggiungono per la prima volta nella loro storia la semifinale di FA Cup: in questa stagione Turner insieme al portiere Raymond King ed ai compagni di reparto Tommy Cheadle, Reg Potts e Roy Sproson costituisce la cosiddetta Iron Curtain: il Port Vale subisce infatti solamente 21 partite in 46 reti di campionato, risultando essere la miglior difesa non solo della Third Division North ma di tutta la terza divisione (la seconda miglior difesa della categoria, con ben 51 gol subiti, ovvero più del doppio di quelli dei Valiants, era infatti l'Ipswich Town vincitore della Third Division South). Nel triennio successivo, trascorso integralmente in seconda divisione, Turner gioca rispettivamente 42, 28 e 29 partite di campionato: nell'estate del 1957, all'età di 31 anni, dopo 245 presenze fra tutte le competizioni ufficiali (227 delle quali in campionato) in otto stagioni, lascia il Port Vale e va a giocare ai semiprofessionisti del Worcester City; in seguito gioca sempre a livello semiprofessionistico anche con il Burton Albion.

## Palmarès

### Club

#### Competizioni nazionali
- Third Division North: 1

Port Vale: 1953-1954